# The Little Teacher (film 1915)
The Little Teacher, conosciuto anche col titolo A Small Town Bully (e col titolo di lavorazione Small Town School), è un cortometraggio del 1915, diretto da Mack Sennett.

## Trama
La nuova maestra arriva, dalla città, in una scuola di una comunità rurale. Oltre ai bambini, la sua classe comprende alcuni adulti, che sono i più irrequieti e più indisciplinati, in particolare lo studente grasso e lo studente alto, che ben presto finisce col classico cappello conico da "asino" in testa.
Il fidanzato della maestra si reca a trovarla, con la sua auto. In aula viene subito coinvolto nelle monellerie degli alunni adulti, e la maestra lo prega di aspettare fuori.
Quando le lezioni finiscono e tutti escono dalla scuola, mentre lo studente alto infastidisce il fidanzato dell'insegnante, attratto dall'automobile di lui, fra il grasso e un altro adulto si sviluppa una rissa, a seguito della quale essi cadono da un alto ponte nel corso d'acqua sottostante. La maestra si tuffa e li trae in salvo.
Tornata nell'aula scolastica, la maestra si toglie gli abiti fradici di dosso e li appoggia sul davanzale della finestra ad asciugare, rimanendo il leggero déshabillé. Lo studente alto li prende, e li consegna al direttore della scuola. Intanto il fidanzato è rientrato nell'aula in cerca della maestra, e, quando il direttore entra per sincerarsi della situazione, trova la maestra non propriamente vestita in compagnia dell'uomo. Non può che pensare il peggio, ma la madre di uno degli studenti caduti in acqua gli spiega l'accaduto, e tutto si risolve.

## Produzione
Il film (contrassegnato dal n° 165 nella filmografia del sito Mabel Normand, dedicato alla diva) è una delle pellicole superstiti (che constano di circa metà della sua produzione attestata) in cui è coinvolta, come attrice, regista o produttrice, Mabel Normand.
Gli esterni, per le scene acquatiche, sono stati girati all'Hollenbeck Park di Boyle Heights (Los Angeles).
La pellicola, per l'uscita statunitense, consisteva di 2 rulli per una lunghezza complessiva di 585 metri.
Una copia della pellicola è conservata presso la Biblioteca del Congresso di Washington; copie in formato 8mm della riedizione del 1918 sono presenti presso collezioni private.

## Distribuzione
Distribuito dalla Mutual Film, The Little Teacher è uscito nelle sale cinematografiche statunitensi il 21 giugno 1915; nel 1918 è stato distribuito nuovamente dalla W. H. Productions Company, col titolo A Small Town Bully.
Dopo alcune uscite in VHS (a cura della Epoca e della Grapevine Video col titolo Small Town Bully), il film è stato edito in DVD nel 2008, sempre dalla Grapevine Video, insieme a What Happened to Rosa? (La bella spagnola), titolo che appare in copertina, e a Mabel's Blunder, accompagnato da una colonna sonora. Un'ulteriore edizione in DVD è stata curata nel 2012 dalla Alpha Video ("Sennett Classics, Volume 1", contenente, oltre a The Little Teacher, altri tre cortometraggi Run, Girl, Run, The Manicure Lady, e Gymnasium Jim). The Little Teacher è visionabile sulla piattaforma YouTube.